# Penfold Point
Der Penfold Point (englisch; in Argentinien Punta Baja, spanisch für Niedrige Spitze) ist eine Landspitze im Südosten von Deception Island im Archipel der Südlichen Shetlandinseln. Sie bildet die Nordwestseite der Einfahrt zur Whalers Bay, einer Seitenbucht des Port Foster. Unmittelbar nördlich der Landspitze liegt der Kroner Lake.
Namensgeber der Landspitze ist Lieutenant Commander David Neil Penfold (1913–1991) von der Royal Navy, der an Vermessung von Deception Island zwischen 1948 und 1949 beteiligt war.